# 弗萊森巴赫河
50°06′45″N 12°27′51″E / 50.11250°N 12.46417°E

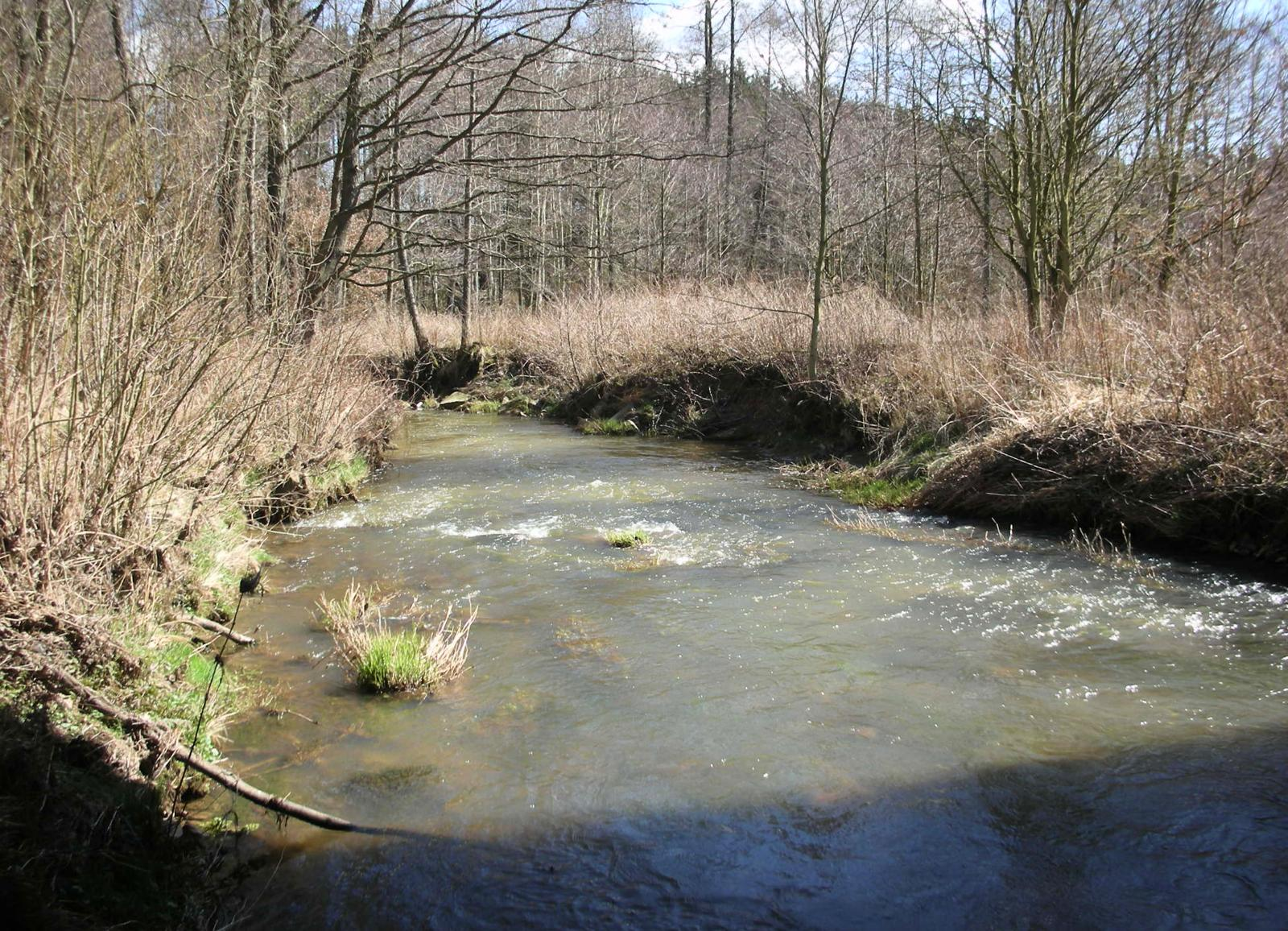

弗萊森巴赫河是歐洲的河流，流經德國薩克森州和捷克卡羅維發利州，屬於奧赫熱河的左支流，河道全長29公里，流域面積113平方公里。